# Баджей
Баджей (якут. Бадьы; ? — XVI век) — первый вождь и тойон кангаласского племени якутов на Средней Лене, герой якутских легенд и преданий, дед Тыгын Дархана.
Согласно некоторым источникам, Баджей имел несколько имен. В якутских легендах он часто упоминался как Дойдуса Дархан, а по данным С. И. Боло носил имя Тюсюлге Дархан.

## Правление
О Баджее сохранилось воспоминание как о могущественном властелине, богатом скотом и имевшем много воинов-хамначитов. Жил Баджей на коренных Хангаласских землях, по одним данным — Немюгинском наслеге Хангаласского улуса, по другим — на холме озера Сайсары. Этот человек стал фактическим основателем «династии» независимых правителей Якутии.
В Средние века якутам разрешалось вступать в полигамные браки. Сам вождь имел четырех жен и двух сыновей: Мунньан Дархан и Молдьогор. Оба они были состоятельными людьми и считались богачами. Мунньан Дархан имел двух сыновей: Усун Ойууна и Тыгына — будущего преемника Баджея.
В период правления Баджея на подвластных ему землях вперемешку с якутами жили тунгусы, коренные жители освоенных якутами территорий. Сам Баджей дожил до глубокой старости и был убит взбунтовавшимися тунгусами. Его преемником стал сын его жены Хангалас по имени Мунньан (Мунджан).